# Disposició de circuits integrats

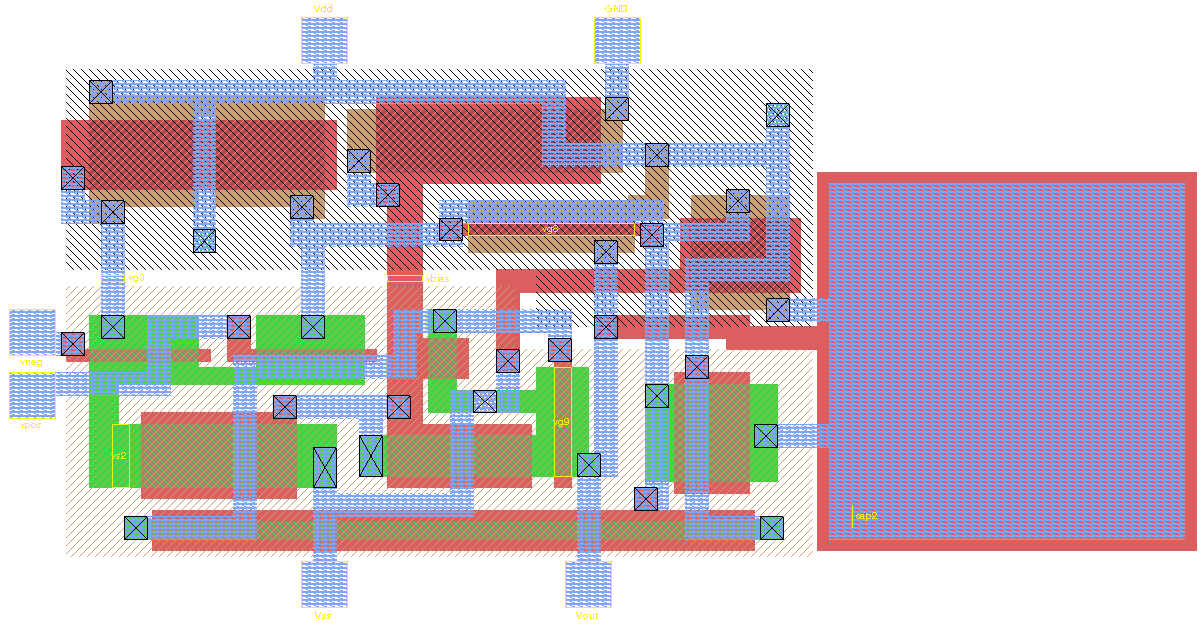
Vista de disseny d'un simple amplificador operacional CMOS.

La disposició de circuits integrats, també coneguda com a disseny de IC, disseny de màscara IC o disseny de màscara, és la representació d'un circuit integrat en termes de formes geomètriques planes que corresponen als patrons de capes metàl·liques, òxids o semiconductors que formen els components del circuit integrat. circuit integrat. Originalment, el procés global es va anomenar tapeout, ja que els circuits integrats històricament primerencs utilitzaven cinta crepe negra gràfica en suports mylar per a imatges fotogràfiques (es creia erròniament). per fer referència a dades magnètiques: el procés fotogràfic va ser molt anterior als mitjans magnètics).

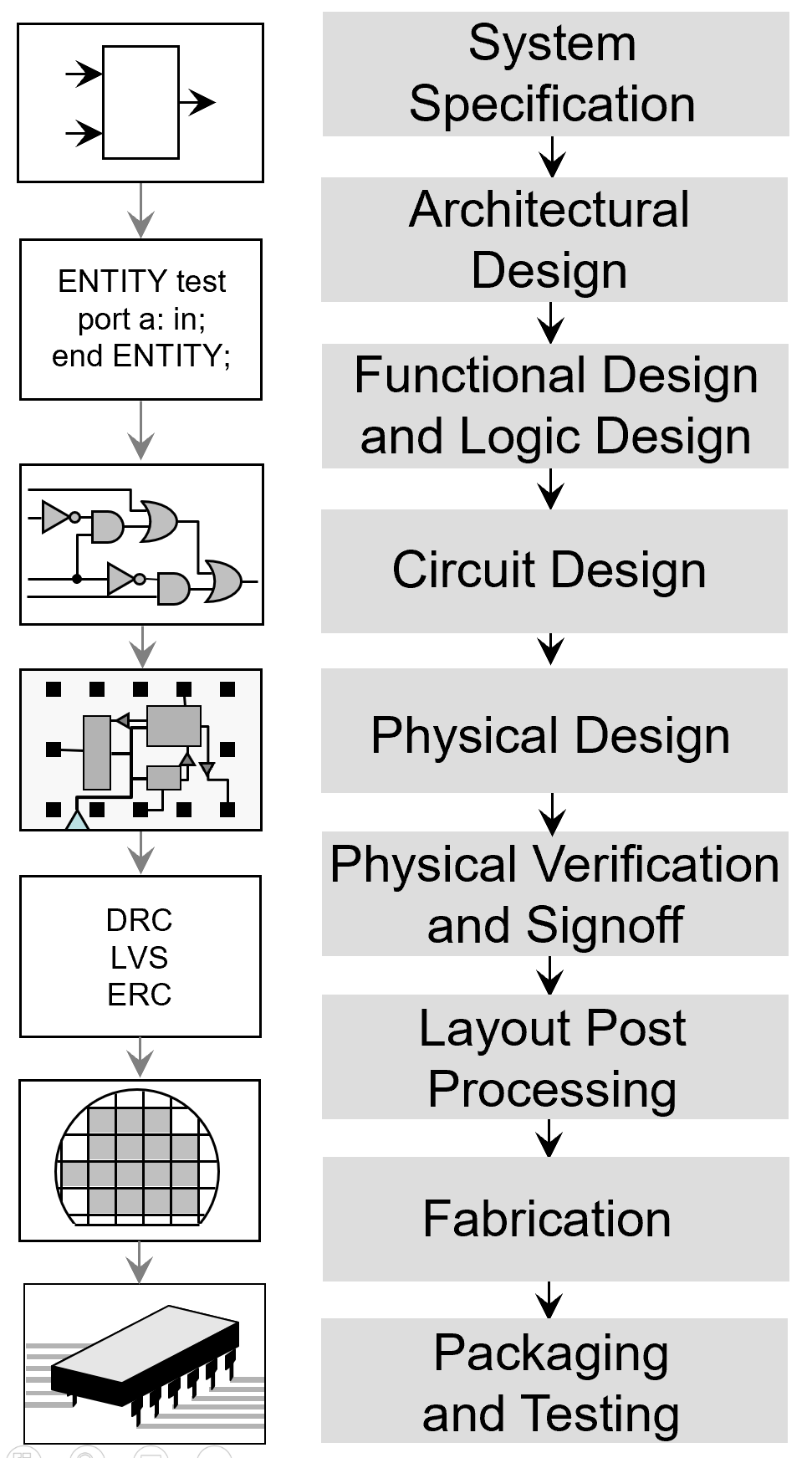
Passos principals en el flux de disseny de CI, on es pot veure el procés de disposició física del IC al pas número 4.

Quan s'utilitza un procés estàndard, on la interacció de les moltes variables químiques, tèrmiques i fotogràfiques es coneix i es controla acuradament, el comportament del circuit integrat final depèn en gran manera de les posicions i interconnexions de les formes geomètriques. Mitjançant una eina de maquetació assistida per ordinador, l'enginyer de maquetació (o tècnic de maquetació) col·loca i connecta tots els components que componen el xip de manera que compleixin determinats criteris, normalment: rendiment, mida, densitat i fabricabilitat. Aquesta pràctica sovint es subdivideix entre dues disciplines principals de maquetació: analògic i digital.
El disseny generat ha de passar una sèrie de controls en un procés conegut com a verificació física. Les comprovacions més habituals en aquest procés de verificació són
- verificació de regles de disseny (DRC),
- disseny versus esquema (LVS),
- extracció d'efectes paràsits,
- comprovació de regles d'antena i
- Comprovació de regles elèctriques (ERC).

Quan s'ha completat tota la verificació, s'aplica el processament posterior del disseny on les dades també es tradueixen a un format estàndard de la indústria, normalment GDSII, i s'envien a una foneria de semiconductors. La fita final del procés de maquetació d'enviament d'aquestes dades a la foneria ara s'anomena col·loquialment " tapeout". La foneria converteix les dades en dades de màscara i les utilitza per generar les fotomàscares utilitzades en un procés fotolitogràfic de fabricació de dispositius semiconductors.
La disposició moderna d'IC es fa amb l'ajuda del programari d'editor de disseny d'IC, principalment automàticament utilitzant eines EDA, incloses eines de disposició i rutat o eines de disseny basades en esquemes. Normalment això implica una biblioteca de cel·les estàndard.
L'operació manual d'elecció i posicionament de les formes geomètriques es coneix informalment com a "tirat de polígons".